# Charte 97

Logo Charte 97

La Charte 97 (en biélorusse : Хартыя'97 ; en russe : Хартия'97) est une déclaration appelant à la démocratie en Biélorussie et un site d'information pro-droits de l'homme s'inspirant de cette déclaration. Le document – dont le titre fait délibérément écho à la déclaration tchécoslovaque des droits de l'homme Charte 77, rédigée 20 ans plus tôt – a été créé à l'occasion de l'anniversaire d'un référendum organisé en 1996 et qui, selon les termes de l'organisation du même nom, déclare :
"le dévouement aux principes d'indépendance, de liberté et de démocratie, le respect des droits de l'homme, la solidarité avec tous ceux qui défendent l'élimination du régime dictatorial et la restauration de la démocratie en Biélorussie"
.

## Historique
Le journaliste biélorusse Pavel Cheremet a agi en tant que porte-parole du groupe lors du lancement public de la déclaration.
La Charte 97, en tant qu'organisation citoyenne des droits de l'homme basée sur les principes énoncés dans ce document, est une organisation non partisane qui a organisé des rassemblements de protestation et a servi de tremplin à d'autres mouvements démocratiques dans le pays. Il gère également un site Web d'actualités axé sur l'évolution des droits de l'homme. La rédactrice en chef du site, Natalla Radzina, a reçu le Prix international de la liberté de la presse 2011, « une reconnaissance annuelle du journalisme courageux », pour son travail.
Le 3 septembre 2010, le corps du fondateur de la Charte 97, Aleh Biabiénine (en), a été retrouvé dans sa maison près de Minsk. Selon les premières déclarations du gouvernement biélorusse, ce dernier s'est suicidé en se pendant. Cependant, des amis de Biabiénine ont rejeté cette version des faits, déclarant qu'il n'y avait aucune indication qu'il prévoyait de se suicider et qu'il n'y avait aucun message ou note laissé derrière lui.
Dans les semaines qui ont suivi l'élection présidentielle contestée de décembre 2010 - au cours de laquelle le candidat pro-démocratie Andreï Sannikov a perdu face à Loukachenko, souvent qualifié de "dernier dictateur d'Europe" - un certain nombre de manifestants de l'opposition sont descendus dans la rue, alléguant une fraude. Radzina et le personnel de la Charte 97 ont publié de nombreux articles documentant les arrestations et les blessures des manifestants par les forces de sécurité de l'État. Le 21 décembre 2010, le bureau de la Charte 97 a été perquisitionné par des agents du Comité de sécurité de l'État de la République de Biélorussie (connu en russe sous le nom de « KGB »). Radina n'a eu que le temps de poster "Nous sommes tous au KGB" sur le site avant d'être arrêtée et emmenée.
Le 30 décembre 2011, le site de Charte 97 a été victime d'une attaque de type piratage informatique qui a supprimé des archives et publié de faux articles sur le site ; il a également subi une attaque par déni de service.
En 2020, le logo a été modifié pour afficher "Charte 97%", faisant référence au fait que selon les groupes d'opposition, les sondages sur Internet montrent que le soutien au président Loukachenko est suffisamment faible pour être une erreur statistique, soit environ 3%. L'expression "97%" était devenue un symbole de ralliement de l'opposition.